# Couto Misto
Couto Misto (in portoghese: Couto Misto [ˈko(w)tu ˈmiʃtu]; in galiziano: Couto Mixto, in spagnolo Coto Mixto) era un microstato indipendente al confine tra Spagna e Portogallo. Era composto dai villaggi di Santiago de Rubiás, Rubiás (oggi nel comune spagnolo di Calvos de Randín) e Meaus (oggi nel comune spagnolo di Baltar), tutti nella Valle di Salas, Ourense, in Galizia. Il territorio del Couto Misto comprendeva anche una piccola fascia disabitata oggi parte del comune portoghese di Montalegre.
A seguito di complesse relazioni signorili medievali, questa terra sfuggì per secoli sia al controllo portoghese che spagnolo, operando di fatto come stato sovrano a pieno titolo fino al Trattato di Lisbona del 1864 che divise il territorio tra la Spagna (che annesse la maggior parte del territorio comprendenti i tre villaggi) e il Portogallo (che rimase con una striscia di terra disabitata più piccola). In quanto paese de facto indipendente, gli abitanti del Couto Misto avevano molti privilegi, inclusa l'esenzione dal servizio militare e dalle tasse, e potevano concedere asilo agli estranei e negare l'accesso a qualsiasi contingente militare straniero.

## Origini
Anche se le origini del Couto Misto rimangono poco chiare, il nome di questo territorio è rivelatore. Il termine couto (coto in spagnolo) deriva dal latino cautēs ("roccia appuntita"), che si riferisce generalmente a un'area delimitata da cippi (cautos lapideos). Il termine inizialmente si riferiva alle pietre usate per delimitare i confini di un determinato territorio, ma nel medioevo era usato per indicare un insieme speciale di territori che, sotto il sistema feudale, erano esenti dall'autorità del re, detenendo un regime economico, politico e giudiziario speciale. La giurisdizione speciale dei coutos era mantenuta attraverso consuetudini e la concessione di privilegi, sostenendo stati realmente indipendenti entro i loro confini che erano difesi da guardie (couteiros).
L'aggettivo misto, che significa "misto" o "congiunto", si riferisce probabilmente ai doppi legami feudali di questo territorio con i feudatari del Ducato di Braganza e della contea di Monte-Rei. Un'altra interpretazione, sostenuta da tradizioni orali e da alcuni documenti medievali (dove si usano i termini mystigos o místicos che significano mistico), collega l'origine del Couto alla leggenda di una principessa fuggitiva incinta, presumibilmente (santa) Ilduara Eriz, che trovò rifugio nei villaggi di questo territorio e che dovette dare alla luce il (Santo) Rudesindo Guterri, concedendo privilegi ai suoi abitanti in segno di gratitudine. Questa spiegazione potrebbe essere basata su fatti storici, poiché Ilduaria Eriz, una delle più importanti aristocratiche galiziane della fine del IX e inizio del X secolo, deteneva le regioni di Limia, dove si trova il Couto, oggi nel nord del Portogallo, sotto il suo governo. Inoltre, il luogo di nascita di Rudesindo era effettivamente collocato nella Valle di Salas.
Diversi storici hanno datato le origini del Couto nello stesso periodo dell'emergere del Regno del Portogallo, intorno al XII secolo, il che è supportato da documenti che risalgono all'inizio del XIV secolo. Inizialmente il Couto era sotto la giurisdizione del castello di Piconha (originariamente portoghese, ma oggi in territorio spagnolo), ma poi si legò alle case nobiliari di Braganza e Monte-Rei. Con l'estinzione dei Coutos in Portogallo, iniziata nel 1692 e conclusa nel 1790, il Couto Misto fu liberato dai suoi legami feudali, funzionando come uno stato de facto indipendente fino alla sua spartizione e annessione nel 1868.

## Privilegi
I privilegi di Couto Mixto includevano nazionalità, tasse, servizio militare, diritto di portare armi, francobolli ufficiali, autogoverno, diritto di asilo, fiere e mercati, diritti di passaggio e raccolti.

## Stato attuale

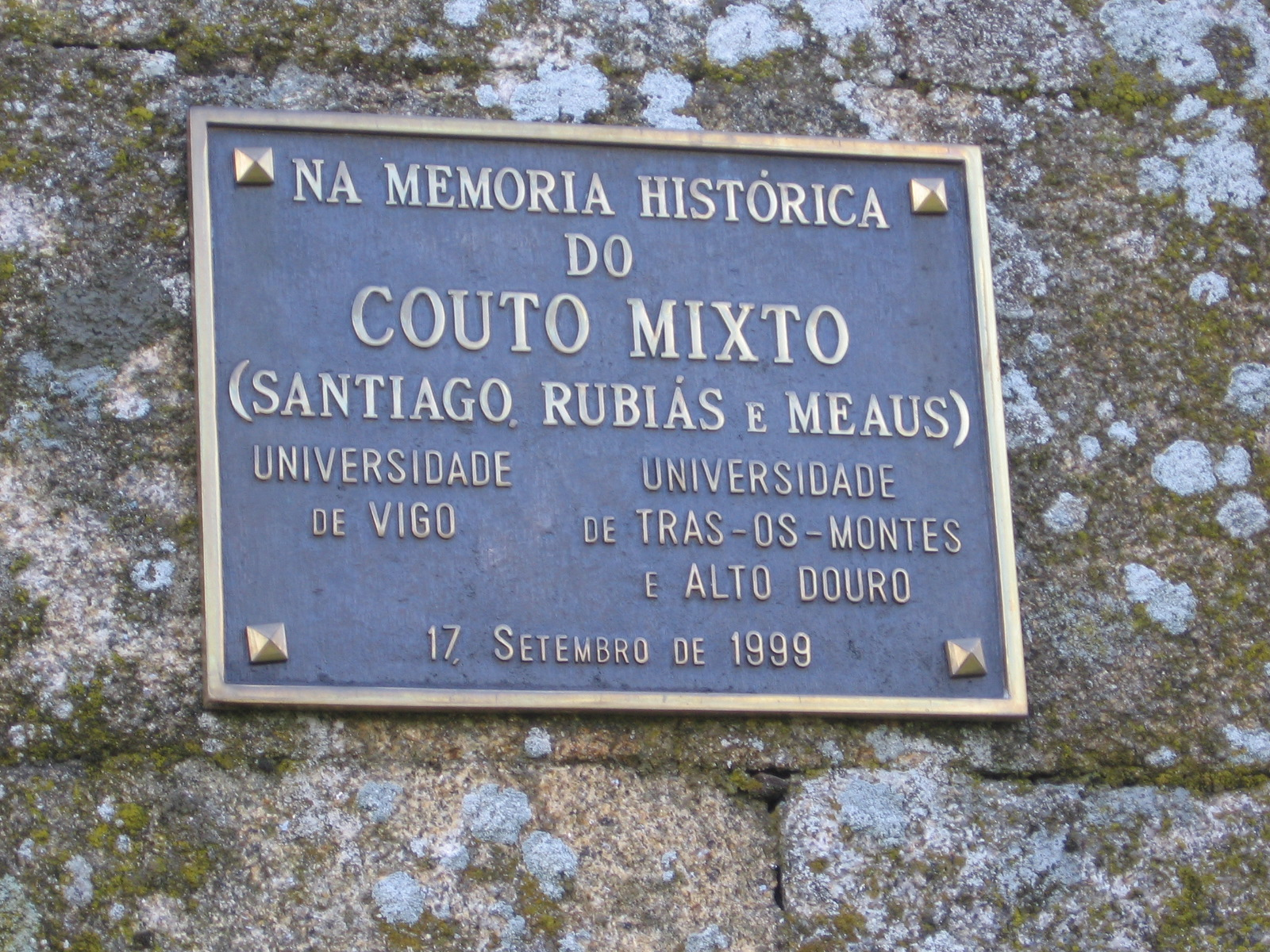
Targa commemorativa sulla chiesa di Santiago de Rubiás

Poiché i tre villaggi del Couto Misto sono adesso separati in due diversi comuni, il principale ricordo del Couto Misto nell'area sono i fondi di proprietà collettiva che continuano a funzionare in ciascuno dei villaggi sotto il vecchio sistema dell'assemblea popolare. Tutti e tre i fondi comuni sono stati istituiti nel 1976 e comprendono 654 ettari (6,54 km²)   per Rubiás, 452 ettari (4,52 km²) per Santiago de Rubiás e 311 ettari (3,11 km²) per Meaus. Questa terra comune rappresenta la maggior parte del territorio dell'ex Couto Misto. I fondi fiduciari mantengono anche la pretesa di diritti di comune sulla striscia di terra un tempo parte del Couto Misto e oggi parte del comune portoghese di Montalegre. Una complessa controversia legale su un parco eolico sulla striscia contesa è stata risolta con Enersis, multinazionale dell'energia elettrica, con un risarcimento di 140.000 euro verso i fondi. Il reddito dei fondi comuni fondiari ha avuto un'importanza significativa nello sviluppo della comunità negli ultimi decenni.
L'interesse esterno per il Couto è riemerso a metà degli anni '90, portando a nuove ricerche e successive pubblicazioni accademiche.  Un programma estivo congiunto è stato organizzato dall'Università di Vigo e dall'Università di Trás-os-Montes e Alto Douro nel 1999 incentrato sulla storia del Couto. Nel 1998 è stata fondata l'organizzazione no profit Asociación de Amigos do Couto Mixto (Associazione dell'amicizia Couto Misto), seguita nel 2003 dall'Asociación de Veciños do Couto Mixto (Associazione della comunità Couto Misto). Entrambe le organizzazioni hanno ristabilito la figura degli Homens de Acordo, con una persona in rappresentanza di ogni villaggio, e quella del Juiz Honorário (Giudice Onorario) che viene nominato ogni anno in una cerimonia che si tiene nella Chiesa di Santiago. Anche lo scrigno delle tre chiavi è stato restaurato e ciascuna delle chiavi è conservata sotto la custodia degli attuali Homens de Acordo .
Le mosse politiche riguardanti il Couto Misto hanno portato a dibattiti e risoluzioni nei parlamenti galiziano, spagnolo ed europeo. Nel maggio 2007, una mozione (Proposición no de ley) è stata discussa e approvata (con 303 voti favorevoli) dal parlamento spagnolo che riconosce la singolarità del Couto Mixto come enclave storica e culturale e chiedendo misure che avessero consentito lo sviluppo sociale ed economico del territorio. Allo stesso tempo, una mozione simile è stata approvata dal Parlamento galiziano, riconoscendo anche la singolarità storica del Couto. Nel 2008 è stata presentata al Parlamento europeo un'interrogazione scritta sul contributo dell'Unione Europea alla rinascita del Couto Mixto, definito come "un'istituzione politicamente e amministrativamente indipendente dalle corone spagnola e portoghese". Nel 2016 è stata richiesta agli abitanti del Couto la doppia cittadinanza portoghese e spagnola a seguito del precedente caso di Olivenza.